# 9月28日 (旧暦)
旧暦9月28日は旧暦9月の28日目である。六曜は赤口である。

## できごと
- 元徳3年/元弘元年（ユリウス暦1331年10月30日） - 笠置山に籠っていた後醍醐天皇が挙兵。鎌倉幕府が足利尊氏軍を指し向け、逃れた後醍醐天皇は翌日捕えられる
- 長禄元年（ユリウス暦1457年10月16日） - 康正から長禄に改元
- 寛永6年（グレゴリオ暦1629年11月13日） - 徳川頼房が江戸小石川の水戸藩別邸に庭園・後楽園を完成させる

## 誕生日
- 宝暦7年（グレゴリオ暦1757年11月9日） - 大槻玄沢、蘭学者（+ 1827年）
- 文化6年（グレゴリオ暦1809年11月5日） - 島津斉彬、薩摩藩主（+ 1858年）
- 元治元年（グレゴリオ暦1864年10月28日） - 横河民輔、建築家･実業家（+ 1945年）
- 慶応3年（グレゴリオ暦1867年10月25日） - 平沼騏一郎、35代内閣総理大臣（+ 1952年）

## 忌日
- 明応9年（ユリウス暦1500年10月21日） - 後土御門天皇、103代天皇（* 1442年）